# 宮崎元伸
宮﨑 元伸（みやざき もとのぶ 1938年6月30日 - ）は、日本の実業家。山田洋行で専務取締役を務めた後、日本ミライズを設立した人物。

## 来歴
福岡県出身。高校卒業後、航空自衛隊に入隊。中央大学経済学部第二部（夜間部）を卒業。除隊後、防衛関連の商社を経て、1969年3月に設立された山田洋行へ航空自衛隊及び防衛関係での人脈を買われて発足時より参画する。守屋武昌を筆頭に防衛庁（現：防衛省）に独自の人脈を形成したこともあって、山田洋行の専務取締役として新参でかつ財閥系でも無い同社が防衛産業での地歩を固めるのに大きく寄与したとされる。
山田洋行オーナーである山田正志は、不動産業にて被った債務弁済のため、宮崎ら他の役員に無断で山田洋行を約百億円で売却しようとした。
また整理回収機構との和解時に資産隠しを行っていたとの説明が幹部らに対し行われたため、経営の危機を感じた宮崎は2006年6月に山田洋行を退職、同年7月に日本ミライズを立ち上げ、自ら代表取締役に就任した。宮崎に同意する部下約45名が日本ミライズに転籍した。2007年秋に山田洋行事件が発覚し、宮崎は2007年11月に代表取締役から退いた。その後、山田洋行からの業務上横領罪や守屋武昌元防衛事務次官への贈賄罪で逮捕、起訴された。2008年1月に保釈保証金1500万円で保釈された。
2008年5月22日、参議院外交防衛委員会で行われた証人喚問に応じ、「福岡・苅田港の毒ガス弾処理事業」に関係して、日米平和・文化交流協会専務理事・秋山直紀からの要求により1億円を提供したことを証言した。なお、宮崎の証人喚問には、民主党他野党のみ出席、自由民主党及び公明党は欠席しており、与党欠席のまま証人喚問が行われるのは国会史上初。また当日、NHKは証人喚問の生中継を行わなかった。証人喚問をNHKが中継しなかったのは異例。
当時の参院外交防衛委員長北澤俊美は宮崎に対し、「私は今回の事案についてあなたと交流のあった何人かの人達にお話を聞かせていただきました。驚くことに全ての人があなたの人柄を惚れ惚れと語ってくれました。私には驚きであります。しかし、あなたの天性の男気や情の濃さが今回の事件につながったとすれば極めて悲しいことではあります。本日はあなたの人柄を信じて率直なご答弁をご期待いたします。守屋・・・宮崎証人。」と述べている。
2008年11月に東京地裁で懲役2年（求刑懲役3年）、2009年10月に東京高裁で懲役1年6ヶ月、2011年11月に最高裁で実刑判決が確定した。